# Vučja vas
Vučja vas – wieś w Słowenii, w gminie Križevci. W 2018 roku liczyła 223 mieszkańców.